# Народно-демократична партія (Японія)
Democratic Party for the People (яп. 国民民主党, Kokumin Minshu-tō, Національно-демократична партія Японії)  , скорочена як DPP або DPFP,  є центристською    правоцентристською   ]   консервативною  політична партія в Японії. Партія створена 7 травня 2018 року в результаті злиття Демократичної партії та Kibō no Tō (Партія Надії). У вересні 2020 року більшість партії досягла угоди про злиття з Конституційно-демократичною партією Японії  і початкова партія була офіційно розпущена 11 вересня 2020 року. Однак 14 членів ДПП відмовилися об’єднатися, включаючи лідера партії Юічіро Тамакі, і натомість створили нову партію, зберігши назву та бренд ДПП.

## історія

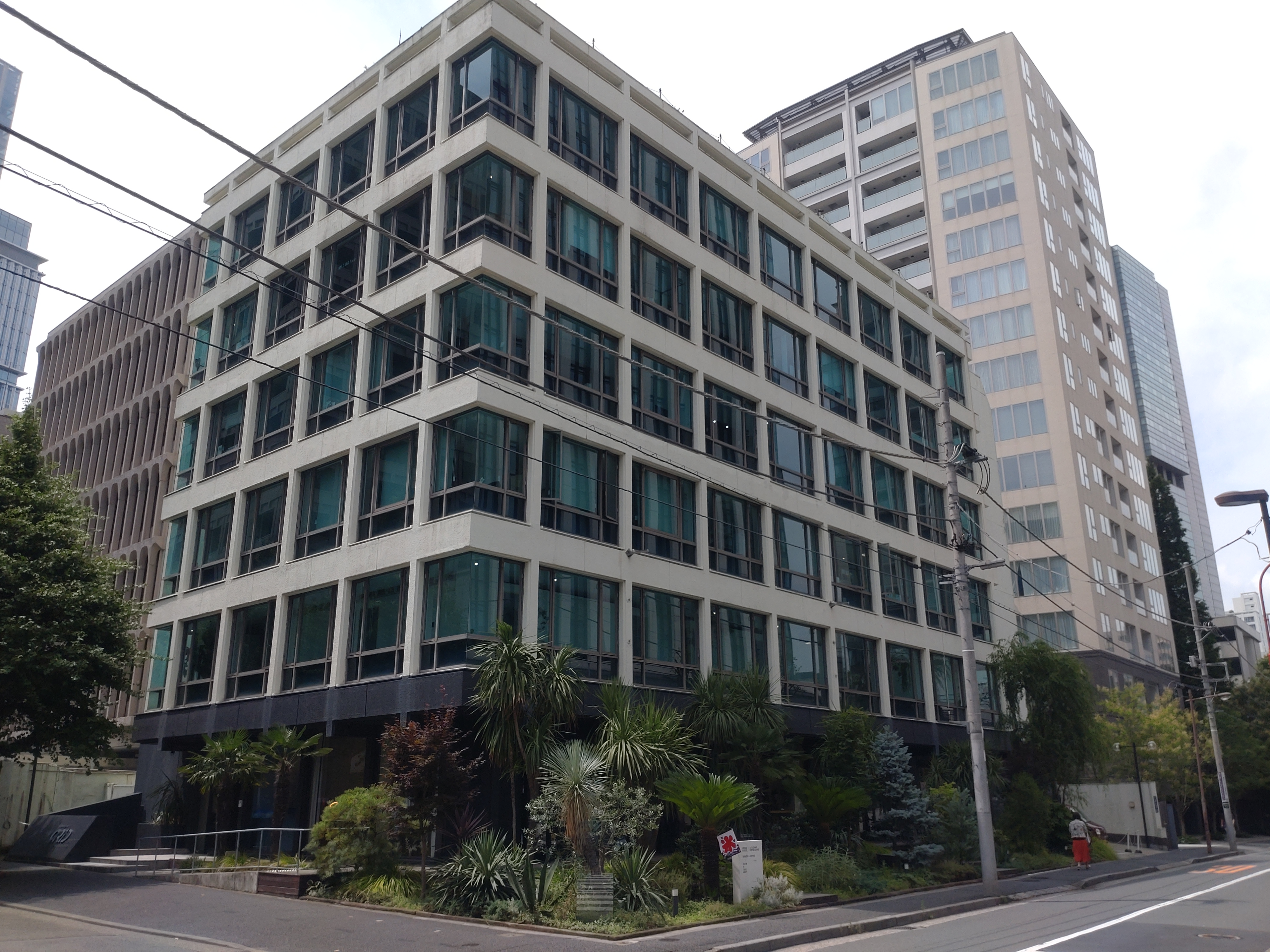

28 вересня 2017 року лідер Демократичної партії (ДП) Сейдзі Маехара оголосив, що партія відмовилася від участі в загальних виборах 2017 року  , а поточні представники партії беруть участь у виборах як кандидати від нещодавно заснованої партії Kibō no To колишнім губернатором Токіо Юріко Коїке або як незалежні.  23 жовтня 2017 року, після виборів, Маехара пішов у відставку з поста президента партії, причому Конституційно-демократична партія Японії (CDPJ) замінила ДП як найбільша опозиційна партія в Палаті представників, тоді як існуюча партія ДП продовжувала існувати в Палаті представників. Будинок радників .  
У січні 2018 року ДП і Kibō no Tō домовилися сформувати спільну парламентську групу в обох палатах парламенту , хоча кілька днів потому переговори зірвалися.  9 квітня 2018 року було оголошено, що тривають переговори щодо об’єднання двох партій у нову опозиційну силу.  24 квітня 2018 року на спільній прес-конференції керівництво ДП і Кібо но То оголосило, що обидві партії погодилися об’єднатися в травні 2018 року в Національну демократичну партію.  ДП і Кібо но То 7 травня 2018 р.  62 члени партій-попередниць приєдналися до ДПП під час її створення.  прийняти Демократична партія для народу як офіційну назву англійською мовою. Лідер ДП Кохей Оцука та лідер Кібо Юічіро Тамакі стали тимчасовими співлідерами нової партії.
Партія провела вибори до керівництва у вересні 2018 року, щоб обрати постійного лідера. Тимчасовий співлідер Тамакі був обраний постійним лідером партії. 
У квітні 2019 року Ліберальна партія об'єдналася з Народною демократичною партією.

### Часткове злиття з CDPJ
19 серпня 2020 року ДПП оголосила, що більшість її членів у вересні того ж року об’єднається з Конституційно-демократичною партією Японії (CDPJ) і деякими незалежними законодавцями.  Відповідно до угоди обидві сторони будуть офіційно розпущені. 10 вересня 2020 року нова партія обрала своїм лідером Юкіо Едано з CDPJ і проголосувала за збереження назви партії CDPJ. ДПП розпустилася 11 вересня 2020 року, наступного дня після обрання лідера об’єднаної партії.  Однак 14 членів DPP на чолі з Тамакі відмовилися об’єднатися з CDPJ, натомість створивши нову партію, яка зберегла назву та бренд DPP.  Очолювана Тамакі група DPP брала участь у загальних виборах у Японії 2021 року незалежно від CDPJ та союзників, отримавши 6 місць в одному окрузі та 5 пропорційних місць. 
Під час виборів у Палату радників у Японії у 2022 році партія була описана як «приближена» до Ліберально-демократичної партії (ЛДП). 

### Розкол і критика
У листопаді 2023 року четверо членів Палати представників від цієї партії та один із членів Палати рад вийшли з партії, щоб сформувати безкоштовну освіту для всіх . Це було пов’язано з критикою того, що Демократична партія для народу пов’язана з Ліберально-демократичною партією (ЛДП), наприклад, через співпрацю ДПП з ЛДП щодо законодавства та підтримку ДПП додаткового бюджету ЛДП на 2024 фінансовий рік   

## Ідеологія
Самопроголошена « реформістська центристська » партія , вона назвала свободу, симбіоз і відповідальність за майбутнє у своїй основній філософії та самопроголошена створення "Reformist-Centrist Party" (яп. 改革中道政党, Kaikaku-chūdō seitō)  на основі цих філософій.  Оцука сказав, що термін «Реформістсько-центристська партія» описує позицію та дух ДПП, яка повністю дотримується демократичного підходу до реалістичного реформування/вирішення різних питань. 
ДПП визначає її як "реформаторську центристську партію, яку очолюють люди, починаючи від поміркованих консерваторів і лібералів". Однак, на відміну від старої ДПП, нова ДПП вважається консервативним. 
ДПП офіційно виступала за пацифізм, конституціоналізм та сталий розвиток.

## Лідерство
| Позиція                                     | Ім'я              |
| ------------------------------------------- | ----------------- |
| Лідер                                       | Юічіро Тамакі     |
| Заступник керівника                         | Кохей Оцука       |
| Заступники керівників                       | Вакако Яда        |
| Заступники керівників                       | Такае Іто         |
| Генеральний секретар                        | Казуя Шимба       |
| Заступник генерального секретаря            | Шухей Кісімото    |
| Начальник загальних справ                   | Такае Іто         |
| Голова комісії у справах сейму              | Мотохіса Фурукава |
| Голова виборчої комісії                     | Шухей Кісімото    |
| Голова дослідницької ради з питань політики | Ясуе Фунаяма      |
| Джерело:                                    |                   |

## Лідери
| Немає. | Ім'я                                    | Виборчий округ / назва                           | Термін повноважень | Термін повноважень | Зображення           | Результати виборів | Prime Minister (термін) | Prime Minister (термін) |
| Немає. | Ім'я                                    | Виборчий округ / назва                           | Заступив на посаду | Вийшов з офісу     | Зображення           | Результати виборів | Prime Minister (термін) | Prime Minister (термін) |
| --- | --------------------------------------- | ------------------------------------------------ | ------------------ | ------------------ | -------------------- | ------------------ | ----------------------- | ----------------------- |
| Попередні партії: Демократична партія (2016) (центр), Kibō no Tō (правоцентристська) і Ліберальна партія (2016) (лівоцентристська) |                                         |                                                  |                    |                    |                      |                    |                         |                         |
| 1 | Співлідерство Кохей Оцука Юічіро Тамакі | Оцука: Cou для Айті ТамакіПредставник Кагави 2-й | 7 травня 2018 р    | 4 вересня 2018 р   |                      |                    |                         | Абе С. 2012–20          |
| 2 | Юічіро Тамакі                           | Представник Кагави 2-й                           | 4 вересня 2018 р   | 11 вересня 2020 р  |                      |                    |                         | Абе С. 2012–20          |
| Партії-наступниці: Конституційно-демократична партія (лівоцентристська) і Демократична партія народу (правоцентристська)           |                                         |                                                  |                    |                    |                      |                    |                         |                         |
| 1 | Юічіро Тамакі                           | Представник Кагави 2-й                           | 11 вересня 2020 р  | Діючий             |                      |                    |                         | Абе С. 2012–20          |
| 1 | Юічіро Тамакі                           | Представник Кагави 2-й                           | 11 вересня 2020 р  | Діючий             | Шуга 2020–2021       |                    |                         |                         |
| 1 | Юічіро Тамакі                           | Представник Кагави 2-й                           | 11 вересня 2020 р  | Діючий             | Kishida 2021–present |                    |                         |                         |

## Результати виборів

### Палата представників
| Вибори   | Лідер         | Кандидати | Місця     | Місця | Місця  | Позиція | Голосування округу | Голосування округу | Голосування PR блоку | Голосування PR блоку | Уряд     |
| Вибори   | Лідер         | Кандидати | Кількість | ±     | Частка | Позиція | Кількість          | %                  | Кількість            | %                    | Уряд     |
| -------- | ------------- | --------- | --------- | ----- | ------ | ------- | ------------------ | ------------------ | -------------------- | -------------------- | -------- |
| 2021 рік | Юічіро Тамакі | 27        | 11 / 465  |       | 2,4%   | 5-й     | 1 246 812          | 2,17%              | 2,593,396            | 4,51%                | Опозиція |

| Вибори | Лідер         | Кандидати | Сидіння | Сидіння | Сидіння | Сидіння   | Сидіння  | Позиція | Голосування округу | Голосування округу | Голосування PR блоку | Голосування PR блоку | Статус   |
| Вибори | Лідер         | Кандидати | виграв  | ±       | Частка  | Не більше | Усього   | Позиція | Кількість          | Частка             | Кількість.           | Частка               | Статус   |
| --- | ------------- | --------- | ------- | ------- | ------- | --------- | -------- | ------- | ------------------ | ------------------ | -------------------- | -------------------- | -------- |
| 2019 рік | Юічіро Тамакі |           | 6 / 124 |         | 4,83%   | 15        | 21 / 248 | 6-й     | 3 256 859          | 6,47%              | 3 481 078            | 6,95%                | Опозиція |
| Партії-наступниці: Конституційно-демократична партія (centre-left) і Демократична партія народу (centre-right) |               |           |         |         |         |           |          |         |                    |                    |                      |                      |          |
| 2022 рік | Юічіро Тамакі | 22        | 5 / 125 |         | 4%      | 5         | 10 / 248 | 6-й     | 2 038 655          | 3,83%              | 3,159,657            | 5,96%                | Опозиція |

### Цитування
1. ↑  https://new-kokumin.jp/about/access
2. ↑  YouTube Application Programming Interface
3. ↑  Tomohiro Osaki (26 квітня 2018). Abe denies rumors he's planning to call snap election. The Japan Times. Процитовано 2 травня 2018.
4. 1 2  Yoshida, Reiji (7 травня 2018). Rock bottom in opinion polls, Japanese opposition parties Kibo no To and Democratic Party decide to merge. Japan Times. Процитовано 7 травня 2018.
5. ↑  Sieg, Linda (26 серпня 2018). Japanese PM Abe seen headed for extended term despite policy doubts. Reuters. Архів оригіналу за 21 жовтня 2019. Процитовано 21 жовтня 2019.
6. ↑  McCurry, Justin (8 листопада 2018). The changing face of Japan: labour shortage opens doors to immigrant workers. The Guardian. Процитовано 21 жовтня 2019.
7. ↑  Harding, Robin (5 листопада 2018). Japan demand for labour sparks immigration debate. Financial Times. Процитовано 21 жовтня 2019.
8. ↑  Japan. Freedom in the World. Freedom House. 2019. Архів оригіналу за 30 листопада 2019. Процитовано 15 лютого 2020.
9. 1 2  Merger of Japan opposition parties remains elusive as DPP lawmakers balk at immediate action. The Japan Times. 21 січня 2020. Процитовано 21 лютого 2020. While the CDP, a center-left party, is united on the merger idea, the DPP, a center-right party, was divided even before Monday’s developments.
10. ↑  Japan's ruling conservatives have been returned to power, but amid voter frustration, challenges lurk for Kishida. The Conversation. 1 листопада 2021. Процитовано 13 листопада 2021. The main opposition, the centrist Constitutional Democratic Party, lost 13 seats, to end up with 96. Other smaller opposition parties only shifted slightly, with the Japanese Communist Party dropping two to ten, and the centre-right Democratic Party for the People gaining three to reach 11.
11. 1 2 3 4  Robert J. Pekkanen; Steven R. Reed (2022). The Opposition in 2021: A Second Party and a Third Force. У Robert J. Pekkanen (ред.). Japan Decides 2021: The Japanese General Election. Springer Nature. с. 66. ISBN 978-3-03-111324-6.
12. 1 2  Johnston, Eric (10 вересня 2020). Yukio Edano elected chief of new CDP, Japan's top opposition party. The Japan Times (англ.). Процитовано 10 вересня 2020.
13. ↑  Japan's opposition DPP party to split as merger talks hit impasse. The Japan Times. 12 серпня 2020. Процитовано 17 вересня 2020.{{cite news}}:  Обслуговування CS1: Сторінки з параметром url-status, але без параметра archive-url (посилання)
14. 1 2  Harding, Robin (28 вересня 2017). Japan's Party of Hope to dissolve just months after its creation. Financial Times.
15. ↑  Japan's Koike wins over more key politicians. Nikkei Asian Review.
16. ↑  Yoshida, Reiji (28 вересня 2017). Democratic Party effectively disbands, throwing support behind Koike's party for Lower House poll.
17. ↑  CDP looking for allies; Koike won't step down; Maehara to quit. Архів оригіналу за 24 жовтня 2017. Процитовано 7 травня 2018.
18. ↑  Shattered Democratic Party to remain, pick new leader：The Asahi Shimbun. Архів оригіналу за 26 жовтня 2017. Процитовано 7 травня 2018.
19. ↑  Osaki, Tomohiro (15 січня 2018). Japanese opposition parties DP and Kibo no To agree to join forces.
20. ↑  Alliance negotiations between two Japanese opposition parties break down. 17 січня 2018. Архів оригіналу за 19 січня 2024. Процитовано 22 січня 2024.
21. ↑  Japan's Democratic Party and Kibo no To launch merger talks. 10 квітня 2018. Архів оригіналу за 22 квітня 2018. Процитовано 22 січня 2024.
22. ↑  Jiji Press (25 квітня 2018). DP, Kibo to merge into new party as early as May 7. Yomiuri Shimbun. Архів оригіналу за 26 квітня 2018. Процитовано 26 квітня 2018.
23. ↑  New opposition party lacking in numbers after 2 parties merge. Asahi Shimbun. 7 травня 2018. Архів оригіналу за 13 липня 2019. Процитовано 7 травня 2018.
24. ↑  Kawai, Tatsuro (4 вересня 2018). Tamaki chosen to lead DPP; vows to confront Abe government. Asahi Shimbun. Архів оригіналу за 5 вересня 2018. Процитовано 5 вересня 2018.
25. ↑  Democratic Party for the People, Japan's second-largest opposition force, absorbs Ozawa's Liberals. The Japan Times. 26 квітня 2019. Архів оригіналу за 27 квітня 2019. Процитовано 22 травня 2019.
26. ↑  Japan's largest opposition parties to merge in September. The Asahi Shimbun (англ.). 20 серпня 2020. Процитовано 25 серпня 2020.
27. ↑  Sugiyama, Satoshi (19 серпня 2020). Japan's DPP approves CDPJ merger as snap poll speculation grows. The Japan Times (амер.). Процитовано 25 серпня 2020.
28. ↑  Japan's LDP wins big in upper house election after ex-PM Abe's death. The Mainichi. 11 липня 2022. Архів оригіналу за 10 липня 2022. Процитовано 11 липня 2022.
29. ↑  Former Foreign Minister Maehara to form new party. The Japan Times (англ.). 30 листопада 2023. Архів оригіналу за 2 грудня 2023. Процитовано 30 листопада 2023.
30. ↑  Veteran Maehara quits DPP to form new party for free education | The Asahi Shimbun: Breaking News, Japan News and Analysis. The Asahi Shimbun (англ.). Процитовано 30 листопада 2023.
31. ↑  DPFP's Maehara, 3 Others to Leave Party. nippon.com (англ.). 30 листопада 2023. Архів оригіналу за 2 грудня 2023. Процитовано 30 листопада 2023.
32. 1 2 3   (яп.). Democratic Party for the People https://www.dpfp.or.jp/article/200003/%E7%B6%B1%E9%A0%98. Процитовано 11 червня 2018. {{cite web}}: Пропущений або порожній |title= (довідка)